# سيزوستريس سيداروس
سيزوستريس سيداروس باشا هو دبلوماسي مصري شغل عدة مناصب دبلوماسية في النصف الأول من القرن العشرين من بينها وزير مفوض للملكة المصرية لدى المملكة المتحدة وسفير مصر لدى بلجيكا وهولندا، ثم لدى الأمم المتحدة، وهو والد الكاردينال الأنبا إسطفانوس الأول سيداروس بطريرك الأقباط الكاثوليك في مصر بين عامي 1958 و1984.
عمل سيداروس سكرتيرًا للمستشار الإنجليزي لوزارة العدل في مطلع القرن العشرين، ثم عُين مدرسًا بمدرسة الحقوق، فوكيلًا لمدرسة الحقوق السلطانية، وأثناء شغله لهذا المنصب، حصل في أكتوبر 1920 على نيشان النيل من الطبقة الثالثة بمناسبة عيد الجلوس السلطاني، ثم شغل منصب الوزير المفوض المصري بالعاصمة البريطانية لندن في الفترة من عام 1927 وحتى 3 أكتوبر 1928، وخلفه في منصبه بالمفوضية المصرية بلندن عبد الملك بك حمزة.، وحصل على رتبة الباشوية في 28 أكتوبر 1930، أثناء عمله سفيرًا لمصر في بروكسل.